# معراته
معراته (به عربی: معراتة) یک منطقهٔ مسکونی در سوریه است که در ناحیه احسم واقع شده‌است. معراته ۲٬۲۶۳ نفر جمعیت دارد.